# La Ronde (1964)
La Ronde is een Franse komische langspeelfilm uit 1964 in regie van Roger Vadim naar een scenario van Jean Anouilh gebaseerd op het toneelstuk van Arthur Schnitzler uit 1897 met dezelfde titel. De film met onder meer Jane Fonda in een hoofdrol werd in de Verenigde Staten uitgebracht onder de titel Circle of Love waar de film een kleine rel veroorzaakte door de naaktscènes van Fonda.

## Verhaal
In 1913 biedt een sentimentele Parijse jonge prostituee zich aan Georges, een knappe soldaat, omdat hij zo op haar geliefde lijkt. Op zoek naar nieuwe ervaringen verleidt Georges Rose, een eenzame huismeid. Terug in het huis laat de meid toe dat Alfred, de zoon van haar werkgever, met haar vrijt. De jongen gaat op zoek naar andere vrouwen en botst op Sophie, een gehuwde vrouw. Die ervaring leidt ertoe dat Sophie zich wild stort op Henri haar wat stijve echtgenoot. Henri begint een relatie met een minaresse, een jong meisje, dat ambitieus als ze is hem laat zitten en een relatie begint met een toneelschrijver in de hoop dat die voor haar een stuk zal schrijven. Maar hij keert terug naar een gekende actrice, Maximilienne de Poussy, met wie hij een jaar eerder al een relatie had. Tevergeefs evenwel want de actrice heeft haar partners liever jonger en verleidt een jonge officier, een graaf. Die officier stort zich vervolgens in het nachtleven en wordt na een wilde nacht wakker in de flat  van de jonge prostituee die door hem betaald wordt, en waarmee de cirkel rond is.
| Acteur             | Personage              | Beschrijving           |
| ------------------ | ---------------------- | ---------------------- |
| Marie Dubois       |                        | de jonge prostituee    |
| Claude Giraud      | Georges                | de soldaat             |
| Anna Karina        | Rose                   | de huismeid            |
| Jean-Claude Brialy | Alfred                 | de jonge man           |
| Jane Fonda         | Sophie                 | de jonge gehuwde vrouw |
| Maurice Ronet      | Henri                  | de echtgenoot          |
| Catherine Spaak    |                        | jong meisje            |
| Bernard Noël       |                        | de toneelschrijver     |
| Francine Bergé     | Maximilienne de Poussy | de actrice             |
| Jean Sorel         | de Graaf               | de jonge officier      |